# سومالی در المپیک تابستانی ۱۹۷۲
سومالی نخستین بار در بازی‌های المپیک تابستانی ۱۹۷۲، که در مونیخ، آلمان غربی برگزار شد، در بازی‌های المپیک حضور یافت.

## دو و میدانی
مردان
| ورزشکار     | رویداد   | مقدماتی  | مقدماتی  | نیمه‌نهایی          | نیمه‌نهایی          | فینال              | فینال              |
| ورزشکار     | رویداد   | نتیجه    | رتبه     | نتیجه              | رتبه               | نتیجه              | رتبه               |
| ----------- | -------- | -------- | -------- | ------------------ | ------------------ | ------------------ | ------------------ |
| محمد ابوبکر | ۸۰۰ متر  | عدم آغاز | عدم آغاز | عدم آغاز           | عدم آغاز           | عدم آغاز           | عدم آغاز           |
| محمد ابوبکر | ۱۵۰۰ متر | ۳:۵۹٫۵   | ۱۰       | به این مراحل نرسید | به این مراحل نرسید | به این مراحل نرسید | به این مراحل نرسید |
| جما اول عدن | ماراتن   | —        | —        | —                  | —                  | عدم پایان          | عدم پایان          |

رویدادهای میدانی
| ورزشکار           | رویداد     | رده‌بندی | رده‌بندی | فینال              | فینال              |
| ورزشکار           | رویداد     | مسافت   | جایگاه  | مسافت              | جایگاه             |
| ----------------- | ---------- | ------- | ------- | ------------------ | ------------------ |
| عبدالله نور وثوقه | پرش ارتفاع | ۲٫۰۰    | ۳۳      | به این مرحله نرسید | به این مرحله نرسید |

کلید
- یادداشت–رتبه‌های ارائه‌شده برای رویدادهای میدانی تنها شامل مرحلهٔ مقدماتی ورزشکار می‌شوند
- Q = احراز صلاحیت برای دور بعدی
- q = احراز صلاحیت برای دور بعدی به‌عنوان سریع‌ترین بازنده یا, در رویدادهای میدانی، بر پایه جایگاه بدون دستیابی به هدف احراز صلاحیت
- ر. م. = رکورد ملی
- ن/م = رویداد فاقد این دور مسابقه است
- Bye = ورزشکار ملزم به شرکت در این دور نبوده‌است